# Dolmen del Pla de l'Arca (Castellnou dels Aspres)
El Dolmen del Pla de l'Arca, o del Pla de les Arques, és un dolmen del terme comunal de Castellnou dels Aspres, a la comarca del Rosselló, de la Catalunya del Nord.
Estava situat al sud del terme, al Pla de l'Arca, o de les Arques, a prop i al sud-est de la Solana de Cubrís i també a prop i al nord-oest del Dolmen del Solà dels Clots.
És un dels dòlmens el topònim de referència dels quals dona testimoni de l'existència del dolmen (arca).
Citat per primer cop per Jean Abélanet el 1970, l'any 1990 Roger Justafré va donar com a desaparegut aquest dolmen. Tanmateix, el 1998 Françoise Claustre el va tornar a esmentar, però el 2006 Jean Abélanet el torna a citar com a desaparegut. Actualment la seva existència es dona com a dubtosa.